# Bruno Larat
Pour les articles homonymes, voir Larat.
Bruno Larat, alias Xavier ou Laurent Parisot, né à Villeurbanne le 2 mai 1916 et mort en déportation dans le camp de Dora le 5 avril 1944, est un responsable de la Résistance française.

## Biographie

### Jeunesse et études
Issu d'une famille originaire de la Drôme, Bruno Larat passe son enfance à Romans sur Isère.
Son père, officier de cavalerie, se distingue pendant la première guerre mondiale et apporte à son fils une éducation patriotique.
Il suit des études de droit à Lyon et devient avocat au moment de la déclaration de guerre. 

### Départ pour le Royaume-Uni
D'abord versé dans la cavalerie à Montauban en tant qu'élève officier de réserve au début de la Seconde Guerre mondiale, il obtient ensuite son affectation dans l'Armée de l'air. Commence alors une période de formation d'observateur aérien qui l'amène successivement sur les bases aériennes de Bordeaux-Mérignac, Châteauroux et enfin Cazaux. Il est breveté observateur le 1er mai 1940 avec le grade d'aspirant.
Le 17 juin suivant, le Maréchal Pétain appelle à "cesser le combat". Consterné, Bruno Larat falsifie un ancien ordre de mission et parvient ainsi à rejoindre Saint-Jean-de-Luz. Il embarque sur le SS Arandora Star le 24 juin 1940 et débarque à Liverpool trois jours plus tard.
Il signe son engagement dans les Forces Aériennes Françaises Libres le 1er juillet 1940 sous le matricule 30.126. Il est alors dirigé vers la base aérienne de St Athan (en), près de Cardiff où se trouvent rassemblés un grand nombre d'aviateurs français comme Christian Fouchet ou Fred Scamaroni.
Désireux de devenir pilote, Bruno Larat commence sa formation à l'Elementary Training School d'Odiham à l'ouest de Farnborough, puis sur la base aérienne de la Royal Air Force de Watchfield, près d'Oxford. Sa progression est cepenant interrompue en mai 1941 pour des raisons médicales.
Admis à l'hôpital militaire de Torquay, il est muté en qualité d'instructeur à Old Dean Camp, près de la ville de Camberley. C'est dans ce camp militaire, véritable creuset des Forces Françaises Libres, qu'il rencontre notamment Stéphane Hessel, Philippe Livry-Level, Paul Schmidt.

### Engagement au Bureau Central de Renseignements et d'Action
Sa récente hospitalisation le conduit à une remise en question de son rôle dans le conflit. Il apprend que le 2e Bureau de l'état-major du général De Gaulle manque d'effectifs et se porte aussitôt volontaire. Son ordre de mutation au Service de renseignements dirigé par le capitaine André Dewavrin, alias "Passy" est daté du 19 octobre 1941.

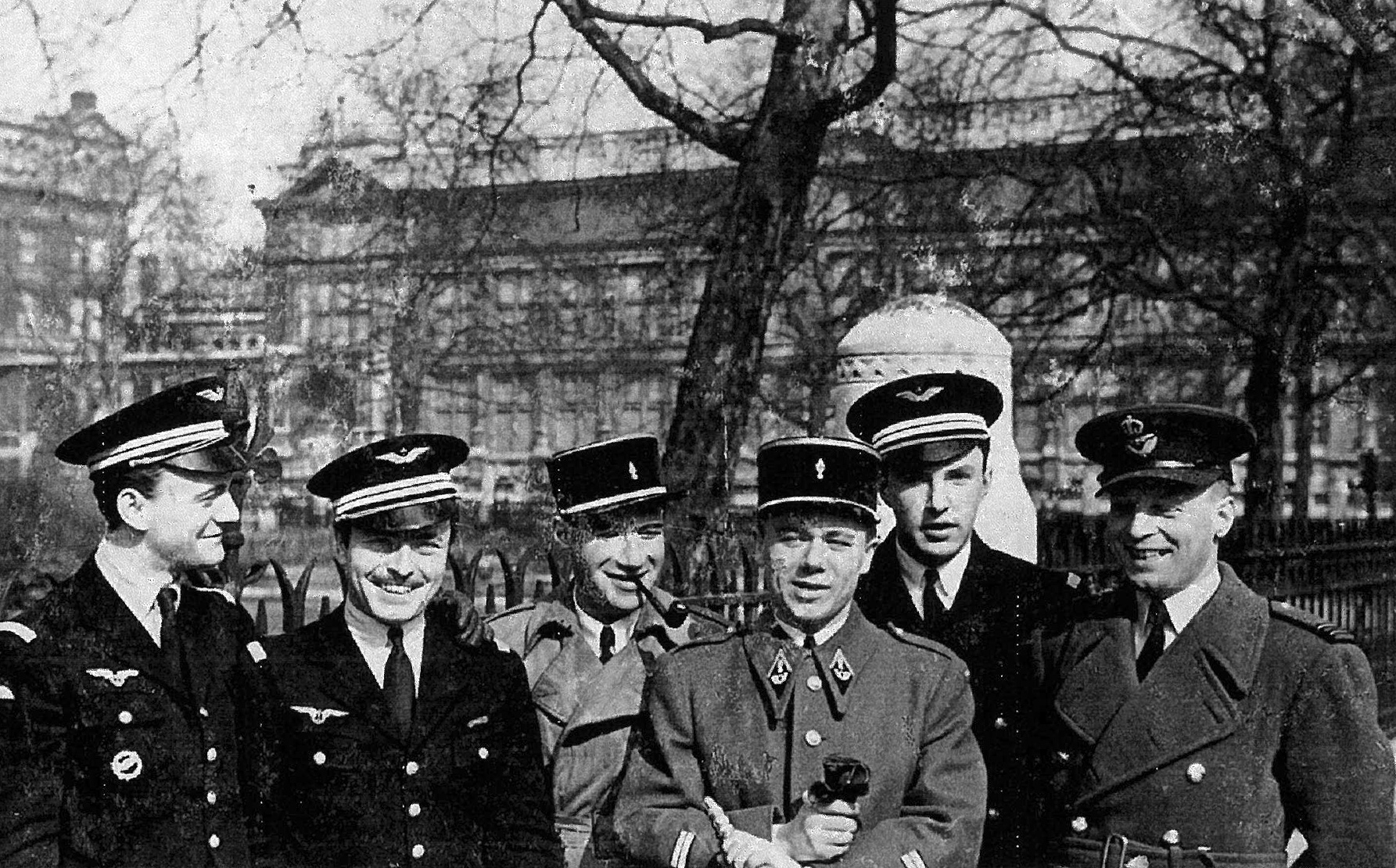
Londres, Hiver 1942. Bruno Larat et Forest Yeo-Thomas sont à droite de la photo

Au sein de ce service bientôt nommé BCRA (Bureau Central de Renseignements et d'Action), il devient l'adjoint du lieutenant Raymond Lagier, alias "Bienvenüe", chef de la section Action/Missions.
À la fin de l'année 1941, il participe à la préparation du parachutage en France de Jean Moulin, de Raymond Fassin et d'Hervé Monjaret, dans la nuit du 1er au 2 janvier 1942.
À compter d'avril 1942, il dirige avec Stéphane Hessel le bureau coordinateur des opérations aériennes qui a notamment pour fonction la collecte d'informations sur les terrains utilisables en France par la Royal Air Force pour l'acheminement des agents recrutés par le BCRA. Il assure aussi la liaison avec les officiers Britanniques de la section RF du SOE (Special Operations Executive) un service secret créé en 1940 par Churchill dont dépend le BCRA pour toutes les questions logistiques. À ce titre, il rencontre et se lie d'amitié avec le flight lieutenant Forest Yeo-Thomas surnommé "the white rabbit".

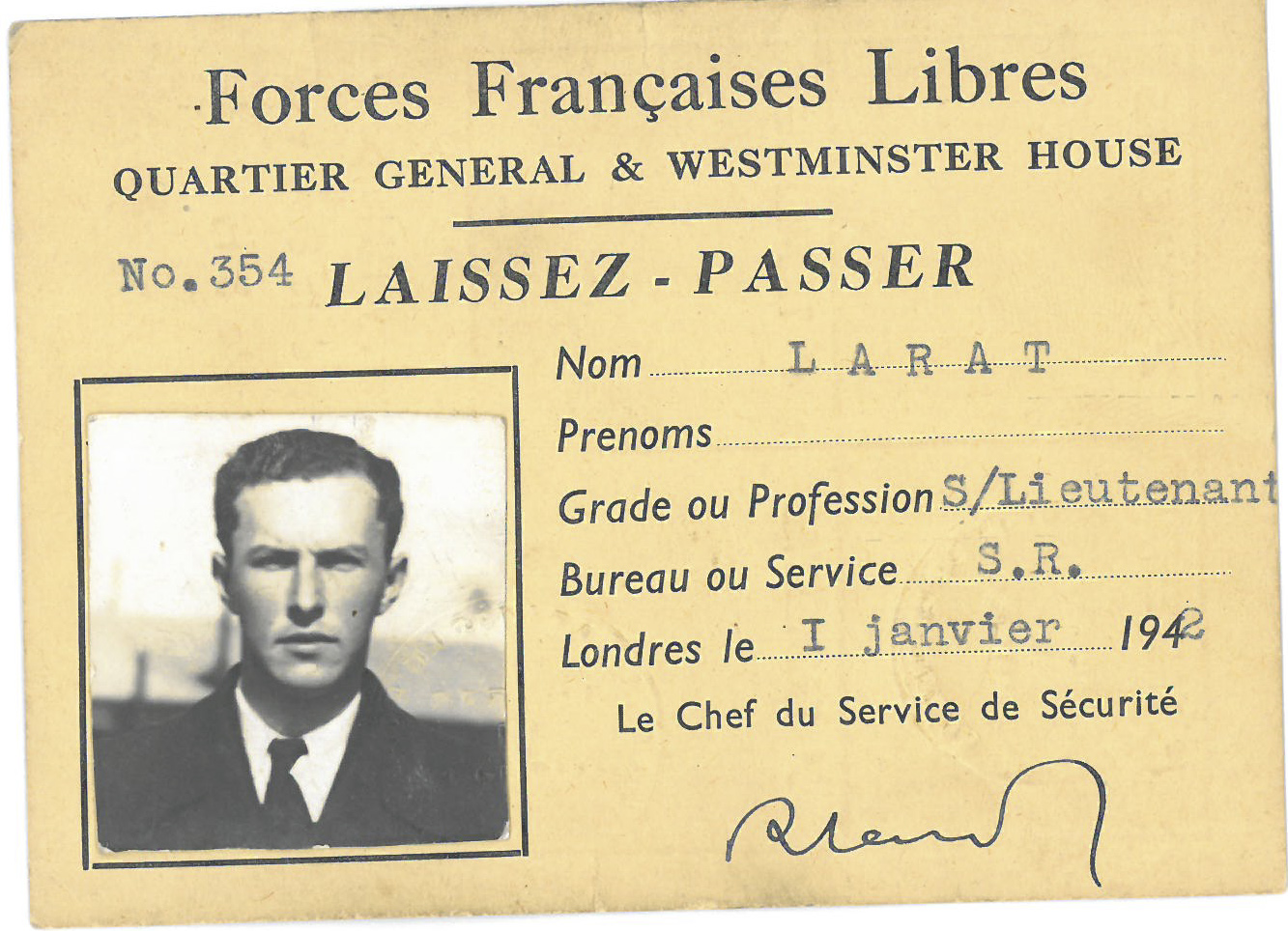
Laisser-passer de Bruno Larat auprès des FFL

Via la centrale radio du SOE, la section Action du BCRA devient en avril 1942 le véritable interlocuteur de Jean Moulin et de son équipe. À la fin de la même année, il est décidé de centraliser les opérations aériennes et maritimes en créant en France en zone non occupée le SOAM (Service des Opérations Aériennes et Maritimes), dirigé par le lieutenant Raymond Fassin, alias "Sif", assisté de Paul Schmidt, alias "Kim".
Volontaire pour une mission en France, Bruno Larat effectue, en marge de son travail à Londres, tous les stages (de parachutisme, de codage/décodage, de responsable des atterrissages pour monomoteurs Lysander et bimoteurs Hudson) nécessaires aux agents destinés à exercer des responsabilités au sein de l'Armée secrète qui se constitue en France.
Au début de l'année 1943, une vague d'arrestation dans la région lyonnaise amène le BCRA à organiser le retour de Fassin, "Sif", dangereusement menacé. Revenu à Londres en février 1943, Jean Moulin réclame en urgence son remplacement par un officier breveté. Bruno Larat est le mieux à même de réorganiser le réseau mis en place par son prédécesseur. Sous le nom de code de "Luc", il est parachuté dans la Loire dans la nuit du 23 au 24 mars 1943 avec Pierre Rateau, alias Arthur.
Promu au grade de capitaine il entreprend à Lyon la réorganisation du SOAM qui prend le nom de COPA (Centre des Opérations de Parachutage et d'Atterrissage). Pendant trois mois, dans des conditions matérielles très difficiles, il reprend contact avec les membres de l'ancien réseau et recrute d'autres agents. Il se rapproche notamment du réseau d'Eugène Bornier, alias "Sol", très actif dans la région de Saint-Étienne. Manquant d'effectifs, il doit diriger personnellement au moins quatre opérations d'enlèvements par avion dans les départements de l'Ain et de la Loire.
Les terrains utilisés au clair de lune (« Marguerite », « Junot », « Orion ») permettent l'acheminement vers ou depuis l'Angleterre de plusieurs personnalités, ainsi que le débarquement de grandes quantités d'argent, d'armes et de matériels pour la Résistance.

### Arrestation et déportation
Après l'arrestation du Général Delestraint, alias « Vidal », chef de l'Armée Secrète, Bruno Larat doit participer à la réunion organisée le 21 juin 1943 à Caluire-et-Cuire (Rhône), dans la banlieue de Lyon dans la maison du docteur Dugoujon. Il y est arrêté par la police allemande en même temps que plusieurs responsables de la Résistance dont Jean Moulin.
Interrogé et torturé par Klaus Barbie, à l'École de Santé Militaire de Lyon, Bruno Larat est transféré à la prison de Fresnes fin juillet. Après un simulacre de procès, il est conduit au camp de Royallieu à Compiègne en novembre.
Le 29 janvier 1944, Bruno Larat fait partie d'un convoi de déportés "Nacht und Nebel" (Nuit et Brouillard) pour le camp de Buchenwald. Transféré quelques semaines plus tard au camp de Dora où les prisonniers sont contraints de creuser des galeries pour abriter les ateliers d'assemblage des fusées V2, il contracte rapidement une pneumonie et meurt le 5 avril 1944 à l'âge de 28 ans.

## Décorations
- Chevalier de la Légion d'honneur
- Croix de guerre avec palme
- Médaille de la Résistance
- King's Medal for Courage in the cause of Freedom.